# 中国驻玻利维亚大使列表
本列表为中華民國和中華人民共和國驻玻利维亚历任大使名录。

## 历任中国驻玻利维亚大使

### 中华民国驻玻利维亚大使（1947年－1985年）
1919年12月3日，中华民国与玻利维亚建立公使级外交关系，但双方一直没有互派使节。1947年5月10日，两国升格为大使级外交关系，并开始互派大使。1959年9月25日，中华民国驻玻利维亚大使馆正式开馆，在设置专使前先后由唐京轩和宓锡宠两任参事主持大使馆馆务。1985年7月9日，中华民国与玻利维亚断交。
| 姓名   | 任命           | 到任          | 递交国书      | 免职           | 离任          | 外交衔级 | 外交职务     | 备注     | 备注 |
| ------ | -------------- | ------------- | ------------- | -------------- | ------------- | -------- | ------------ | -------- | ---- |
| 保君建 | 1947年10月29日 | 1948年1月8日  | 1948年1月26日 | 1956年7月12日  |               | 大使     | 特命全权大使 | 驻秘鲁兼 |      |
| 徐淑希 | 1956年7月12日  | 1956年8月2日  | 1956年8月4日  | 1962年12月19日 |               | 大使     | 特命全权大使 | 驻秘鲁兼 |      |
| 孙邦华 | 1963年4月20日  | 1963年8月20日 | 1963年9月7日  | 1966年7月2日   |               | 大使     | 特命全权大使 | 驻秘鲁兼 |      |
| 宓锡宠 | 1966年7月2日   | 1966年7月2日  | 1966年7月28日 | 1968年7月5日   |               | 大使     | 特命全权大使 |          |      |
| 何凤山 | 1968年7月5日   |               | 1968年9月26日 | 1970年5月20日  | 1970年6月22日 | 大使     | 特命全权大使 |          |      |
| 曾宪揆 | 1970年5月20日  | 1970年7月28日 | 1970年8月17日 | 1975年2月25日  | 1975年5月10日 | 大使     | 特命全权大使 |          |      |
| 吴祖禹 | 1976年4月15日  | 1976年6月14日 | 1976年7月1日  |                | 1985年7月22日 | 大使     | 特命全权大使 |          |      |

### 中华人民共和国驻玻利维亚大使（1985年至今）
1985年7月9日，中华人民共和国与玻利维亚正式建交。9月，中国设立驻玻利维亚大使馆。
| 姓名   | 任命           | 任命           | 到任           | 递交国书       | 免职           | 免职           | 离任       | 外交衔级 | 外交职务     | 备注     |
| 姓名   | 全国人大常委会 | 主席           | 到任           | 递交国书       | 全国人大常委会 | 主席           | 离任       | 外交衔级 | 外交职务     | 备注     |
| ------ | -------------- | -------------- | -------------- | -------------- | -------------- | -------------- | ---------- | -------- | ------------ | -------- |
| 肖思晋 | 不適用         | 不適用         | 1985年8月      |                | 不適用         | 不適用         | 1986年10月 |          | 临时代办     | 筹备开馆 |
| 原焘   | 1986年6月25日  | 1986年11月30日 | 1986年10月     | 1986年10月30日 | 1988年3月12日  | 1988年6月4日   | 1988年5月  | 大使     | 特命全权大使 |          |
| 陈东声 | 1988年3月12日  | 1988年6月20日  | 1988年8月      | 1988年8月25日  | 1990年6月28日  | 1990年8月15日  | 1990年4月  | 大使     | 特命全权大使 |          |
| 谢汝茂 | 1990年6月28日  | 1990年8月15日  | 1990年9月      | 1990年9月5日   | 1992年12月28日 | 1993年3月2日   | 1993年2月  | 大使     | 特命全权大使 |          |
| 汤铭新 | 1992年12月28日 | 1993年3月2日   | 1993年4月      | 1993年4月28日  | 1996年7月5日   | 1996年11月12日 | 1996年9月  | 大使     | 特命全权大使 |          |
| 邱小琪 | 1996年7月5日   | 1996年11月12日 | 1996年9月      | 1996年9月18日  | 1998年4月29日  | 1998年9月17日  | 1998年8月  | 大使     | 特命全权大使 |          |
| 吴长胜 | 1998年4月29日  | 1998年9月17日  | 1998年9月      | 1998年9月16日  | 2000年4月29日  | 2000年10月23日 | 2000年8月  | 大使     | 特命全权大使 |          |
| 王永占 | 2000年4月29日  | 2000年10月23日 | 2000年9月      | 2000年9月12日  | 2002年6月29日  | 2002年10月11日 | 2002年8月  | 大使     | 特命全权大使 |          |
| 张拓   | 2002年6月29日  | 2002年10月11日 | 2002年9月      |                | 2005年10月27日 | 2006年3月2日   | 2006年1月  | 大使     | 特命全权大使 |          |
| 赵五一 | 2005年10月27日 | 2006年3月2日   | 2006年2月12日  | 2006年3月3日   | 2008年6月26日  | 2008年11月6日  | 2008年10月 | 大使     | 特命全权大使 |          |
| 屈生武 | 2008年6月26日  | 2008年11月6日  | 2008年10月28日 | 2008年11月13日 | 2010年6月25日  | 2010年10月25日 | 2010年10月 | 大使     | 特命全权大使 |          |
| 沈智良 | 2010年6月25日  | 2010年10月25日 | 2010年10月23日 | 2010年11月17日 | 2012年2月29日  | 2012年6月18日  | 2012年4月  | 大使     | 特命全权大使 |          |
| 李东   | 2012年2月29日  | 2012年6月18日  | 2012年5月20日  | 2012年5月28日  | 2014年6月27日  | 2014年12月18日 | 2014年11月 | 大使     | 特命全权大使 |          |
| 吴元山 | 2014年6月27日  | 2014年12月18日 | 2014年12月7日  | 2015年1月13日  | 2016年12月25日 | 2017年8月7日   | 2017年7月  | 大使     | 特命全权大使 |          |
| 梁宇   | 2016年12月25日 | 2017年8月7日   | 2017年7月24日  | 2017年8月17日  | 2019年8月26日  | 2019年12月3日  | 2019年10月 | 大使     | 特命全权大使 |          |
| 黄亚中 | 2019年8月26日  | 2019年12月3日  | 2019年10月17日 | 2021年1月11日  |                | 2024年1月17日  | 2023年8月  | 大使     | 特命全权大使 |          |
| 王亮   |                | 2024年1月17日  | 2024年1月5日   | 2024年1月31日  | 现任           |                |            | 大使     | 特命全权大使 |          |